# Leszek Dzięgielewski
Leszek „Les” Dzięgielewski (ur. 26 stycznia 1970 w Gdyni) – polski muzyk, wokalista, kompozytor, multiinstrumentalista i autor tekstów. Dzięgielewski działalność artystyczną rozpoczął w 1991 w sopockim zespole Damnation. W 1996 przyjął zaproszenie Adama Muraszko i dołączył do zespołu Hell-Born. W latach 1996 i 1998-1999 występował w formacji Behemoth.

## Dyskografia
Behemoth
- Grom (1996, Solistitium Records)
- Bewitching the Pomerania (1997, Solistitium Records)
- Satanica (1999, Avantgarde Music)

Hell-Born
- Hell-Born (EP, 1996, Pagan Records)
- Hellblast (2001, Pagan Records)
- The Call of Megiddo (2002, Conquer Records)
- Legacy of the Nephilim (2003, Conquer Records)
- Cursed Infernal Steel (2006, Conquer Records)
- Darkness (2008, Witching Hour Productions)